# Meatpacking District
Meatpacking District é um bairro no distrito de Manhattan em Nova Iorque. Vai da West 14th Street no sul até a Gansevoort Street, e do rio Hudson a leste até a Hudson Street. A Meatpacking Business Improvement District se estende mais ao norte até a West 17th Street, a leste até a Oitava Avenida e ao sul até a Horatio Street.

## Preservação
Em setembro de 2003, a Comissão de Preservação de Marcos da Cidade de Nova York (LPC) estabeleceu o Distrito Histórico do Mercado de Gansevoort, e em 2007 a Comissária dos Parques do Estado de Nova York, Carol Ash, aprovou a adição de todo o Distrito de Meatpacking, uma área que incluía o Distrito Histórico do Mercado de Gansevoort e a orla do bairro, para o Estado de Nova York e o Registro Nacional de Lugares Históricos. O distrito foi listado no Registro Nacional em 30 de maio de 2007 e incluía 140 edifícios, duas estruturas e um outro local.